# کوکوربیتین
کوکوربیتین (به انگلیسی: Cucurbitin) یک ترکیب شیمیایی با شناسه پاب‌کم ۴۴۲۶۳۴ است. 